# Jaroslav Bureš (malíř)
Jaroslav Bureš (7. března 1915 Zakřany – 18. května 1985 Praha) byl grafik, malíř, pedagog – profesor Univerzity Karlovy v Praze a vedoucí její Katedry výtvarné výchovy. Jeho akademickým zaměřením byla problematika výtvarného písma a dekorativní kompozice, na Univerzitě Karlově pracoval od roku 1945 do roku 1985 (postupně jako asistent, odborný asistent, docent, profesor, proděkan ped. fakulty) a byl zde oceněn Zlatým odznakem pedagogické fakulty a Medailí Univerzity Karlovy.

## Život
V malířství se věnoval především krajinomalbě. Studoval v letech 1933–1938 na Vysoké škole architektury a pozemního stavitelství Českého vysokého učení technického v Praze, kresbu u národního umělce prof. Cyrila Boudy, prof. Oldřicha Blažíčka, prof. Josefa Sejpky a prof. Hanuše Folkmanna, a na Přírodovědecké fakultě Univerzity Karlovy v Praze.
Byl členem Jednoty výtvarných umělců v Praze, Svazu českých výtvarných umělců a Českého fondu výtvarných umělců.

## Autorské výstavy
- 1976 – Jaroslav Bureš: Krajiny 1970 - 76, v Galerii Československý spisovatel Praha

## Společné výstavy
- 1940 – Mladí. Výstava obrazů a soch, Mansarda Melantricha na Praze 1
- 1946–1947 – Jednota umělců výtvarných: Členská výstava v Praze
- 1947 – Pintores tchecoslovacos v Rio de Janeiro
- 1947 – Jednota umělců výtvarných: Členská výstava 1947 ve Výstavním pavilonu na Příkopě v Praze
- 1978 – Umění vítězného lidu. Přehlídka současného československého výtvarného umění k 30. výročí Vítězného února v Praze
- 2012 – Mistři české malby (Výstava obrazů z fondu České spořitelny a.s. na pobočkách v Hradci Králové